# Нидерландские Антильские острова на Олимпийских играх
Национальный Олимпийский комитет Нидерландских Антильских островов был создан в 1931 году. В 2011 году в связи с упразднением Нидерландских Антильских островов он потерял статус национального олимпийского комитета. Спортсмены из Кюрасао, ранее входившего в Нидерландские Антильские Острова, выступали на Олимпийских играх 2012 года как независимые участники.
Нидерландские Антильские острова впервые приняли участие на Олимпийских играх в 1952 году. После этого из летних Олимпиад были пропущены лишь Мельбурнская в 1956 году (поддержка бойкота Нидерландов) и Московская в 1980 году (поддержка американского бойкота). Дважды сборная Нидерландских Антильских островов участвовала в зимних Олимпийских играх.
Единственным медалистом за всю историю участия Нидерландских Антильских островов в Олимпийских играх стал яхтсмен Ян Бурсма. В 1988 году в Сеуле он завоевал серебро в соревнованиях на парусной доске. Другую медаль в копилку сборной мог принести легкоатлет Чуранди Мартина, который прибежал вторым на 200-метровке на Пекинской Олимпиаде. Однако со стороны США поступили обвинения в том, что спортсмен во время бега пересекал линии своей дорожки, что привело к потере серебряной медали. Она досталась американскому спринтеру Шону Кроуфорду, который, тем не менее, вручил её обратно антильскому спортсмену 28 августа 2008 года.

## Медальный зачёт

### Медали на летних Олимпийских играх
| Игры              | Золото         | Серебро        | Бронза         | Всего          |
| ----------------- | -------------- | -------------- | -------------- | -------------- |
| 1952 Хельсинки    | 0              | 0              | 0              | 0              |
| 1956 Мельбурн     | не участвовали | не участвовали | не участвовали | не участвовали |
| 1960 Рим          | 0              | 0              | 0              | 0              |
| 1964 Токио        | 0              | 0              | 0              | 0              |
| 1968 Мехико       | 0              | 0              | 0              | 0              |
| 1972 Мюнхен       | 0              | 0              | 0              | 0              |
| 1976 Монреаль     | 0              | 0              | 0              | 0              |
| 1980 Москва       | не участвовали | не участвовали | не участвовали | не участвовали |
| 1984 Лос-Анджелес | 0              | 0              | 0              | 0              |
| 1988 Сеул         | 0              | 1              | 0              | 1              |
| 1992 Барселона    | 0              | 0              | 0              | 0              |
| 1996 Атланта      | 0              | 0              | 0              | 0              |
| 2000 Сидней       | 0              | 0              | 0              | 0              |
| 2004 Афины        | 0              | 0              | 0              | 0              |
| 2008 Пекин        | 0              | 0              | 0              | 0              |
| Итого             | 0              | 1              | 0              | 1              |

### Медали на зимних Олимпийских играх
| Игры            | Золото         | Серебро        | Бронза         | Всего          |
| --------------- | -------------- | -------------- | -------------- | -------------- |
| 1952—1984       | не участвовали | не участвовали | не участвовали | не участвовали |
| 1988 Калгари    | 0              | 0              | 0              | 0              |
| 1992 Альбервиль | 0              | 0              | 0              | 0              |
| 1996—2008       | не участвовали | не участвовали | не участвовали | не участвовали |
| Итого           | 0              | 0              | 0              | 0              |